# Irene Greulich
Irene Elisabeth Greulich (* 4. August 1944 in Radebeul als Irene Elisabeth Lullack; † 28. August 2017 in Naumburg (Saale)) war eine deutsche Organistin und Kantorin. Sie war von 1971 bis 2008 Kirchenmusikerin der Stadtkirche St. Wenzel in Naumburg (Saale). Ihrem jahrzehntelangen Engagement ist maßgeblich die Bewahrung und Restaurierung der Hildebrandt-Orgel von 1746 in der Wenzelskirche zu verdanken – einer Orgel, die einst Johann Sebastian Bach begutachtete und lobte.

## Leben

### Musikalische Ausbildung und Studium
Irene Greulich kam während ihrer Zeit als Sängerin im Magdeburger Domchor mit der Kirchenmusik und dem christlichen Glauben in Kontakt. Sie entschied sich trotz ihres politisch anders eingestellten Elternhauses für das Studium der Kirchenmusik an der Evangelischen Hochschule für Kirchenmusik Halle, das sie 1969 beendete. Im Anschluss war sie Assistentin an der Görlitzer Kirchenmusikschule.

### Tätigkeit als Organistin und Kantorin

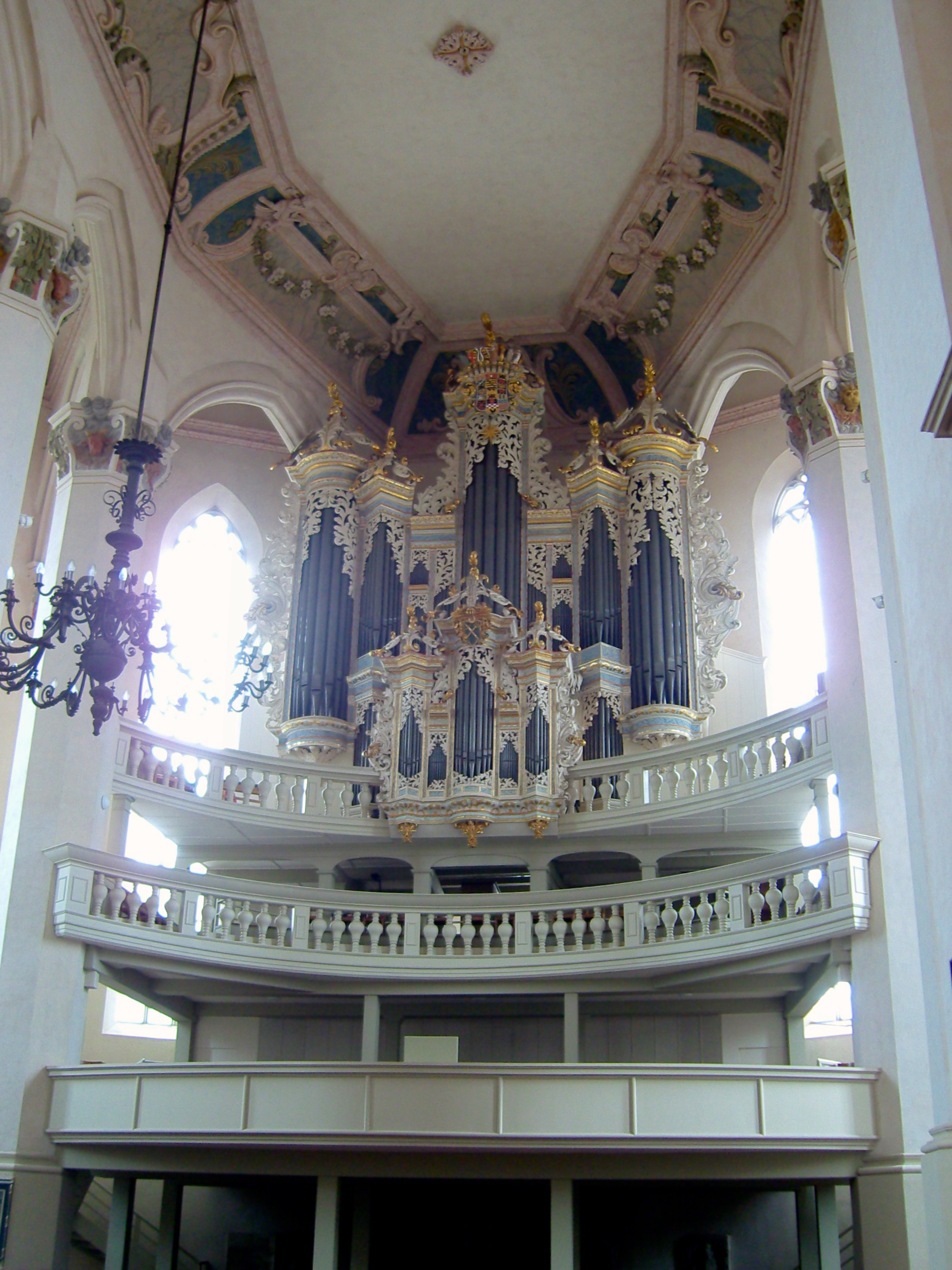
Wirkungsstätte Irene Greulichs: Emporen der Stadtkirche St. Wenzel Naumburg, mit Hildebrandt-Orgel

1971 übernahm Irene Greulich im Alter von 27 Jahren das Amt der Kantorin und Organistin an der Stadtkirche St. Wenzel Naumburg. Dort prägte sie bis zum Ruhestand im Jahr 2008 die Kirchenmusik entscheidend mit: in der Chorarbeit, mit neuen Konzertformaten und mit ihrem dauerhaften Engagement für die Hildebrandt-Orgel.
Als Organistin hat sie in fast allen europäischen Ländern und in Übersee konzertiert, ihr künstlerisches Wirken ist in Rundfunk-, Fernseh- und CD-Aufnahmen dokumentiert.
1991 gründete Irene Greulich den Förderkreis Hildebrandt-Orgel Naumburg e.V. und engagierte sich für die Orgelrestaurierung. Nach einem internationalen Symposium 1992 konnte diese 1993–2000 von der Firma Hermann Eule Orgelbau Bautzen realisiert werden. Die Konzertreihen „Orgel punkt Zwölf“, „Internationaler Orgelsommer Naumburg“ und das Festival „Hildebrandt-Tage“ gehen auf Greulichs Initiative zurück. Von 1999 bis 2004 war sie Orgelsachverständige der Evangelischen Kirche der Kirchenprovinz Sachsen.
Das kirchenmusikalische Wirken war für Irene Greulich lebendige Verkündigung, mit der sie das Publikum berührte. Ende September 2008 ging Greulich nach 37 Dienstjahren als Organistin und Kantorin der Wenzelskirche in den Ruhestand. Danach konzertierte sie weiter in Naumburg sowie im In- und Ausland, übernahm Gottesdienste und Orgelführungen in St. Wenzel. Ihr letztes öffentliches Konzert war am 29. Juni 2013 in St. Wenzel zusammen mit dem Naumburger Saxophonisten Rüdiger Trosits. Ihre letzte Ruhestätte fand sie auf dem Westfriedhof in Magdeburg.
Irene Greulich machte sich mehr als 30 Jahre für die Rettung der Orgel von 1746 von Zacharias Hildebrandt in Naumburgs Wenzelskirche stark – mit nachhaltigem Erfolg. Ihr Nachfolger wurde der damals 28-jährige Organist David Franke aus Freiberg.

## Diskografie
- Orgel Punkt Zwölf – Irene Greulich am Rückpositiv der Hildebrandt-Orgel zu St. Wenzel in Naumburg. CD. Verlag Schlangenbad-Georgenborn Bruno Hebestreit, 1999.
- Die Hildebrandt-Orgel in der Sankt-Wenzelskirche zu Naumburg – Irene Greulich spielt Bach, Ritter, Buxtehude, Heiller, Liszt, Franck. CD. Naumburg 1996.
- Eine Abendmusik in der Wenzelskirche zu Naumburg. CD. Motette-Ursina-Schallplattenverlag, Düsseldorf 1996.
- Die Hildebrandt-Orgel der S[ank]t-Wenzels-Kirche zu Naumburg. Audiokassette. Metrix Tonstudio und Musikverlag, Halle (Saale) 1995.